# Phoenix dactylifera
Phoenix dactylifera là loài thực vật có hoa thuộc họ Arecaceae. Loài này được L. miêu tả khoa học đầu tiên năm 1753.

## Hình ảnh

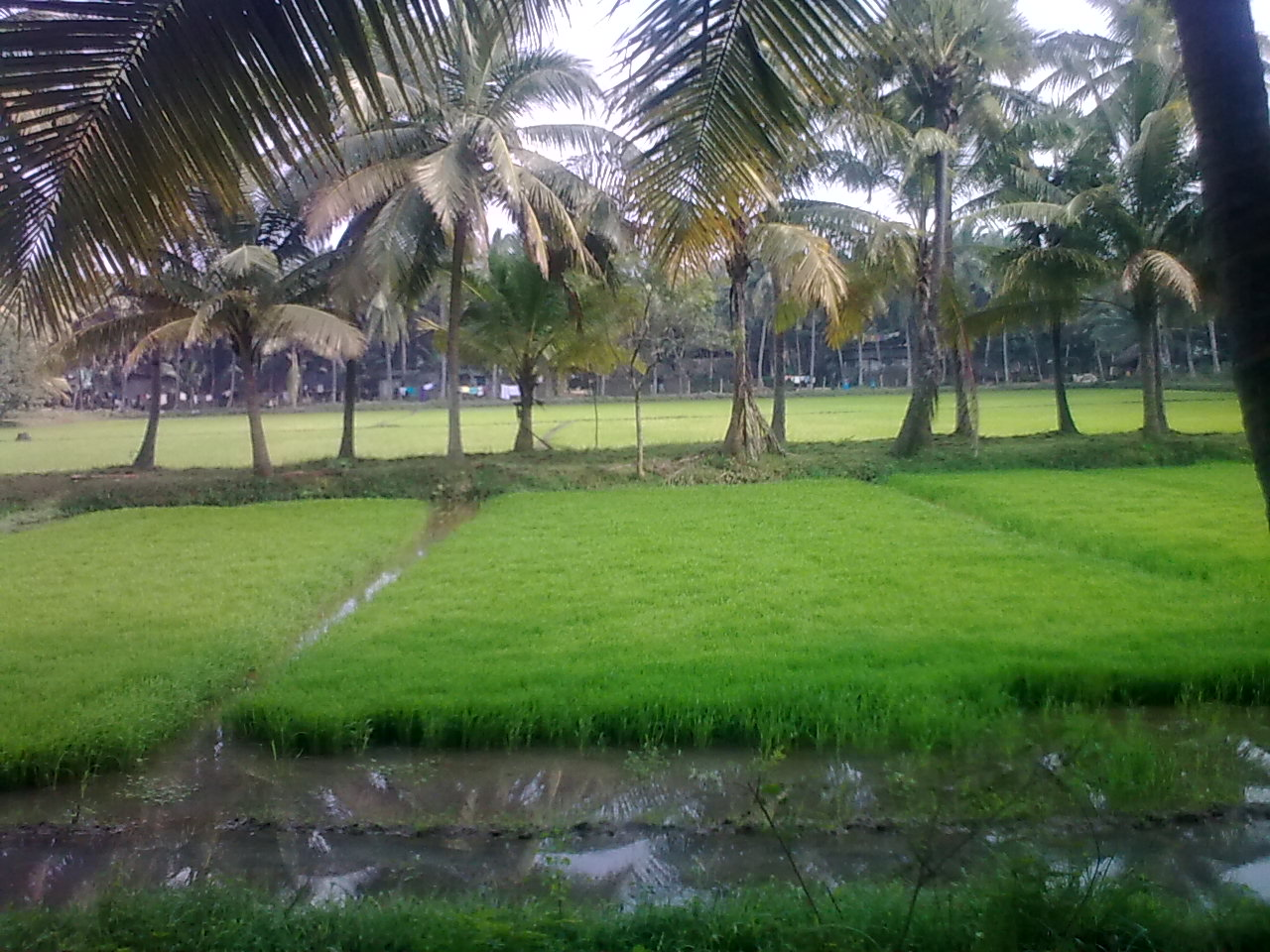
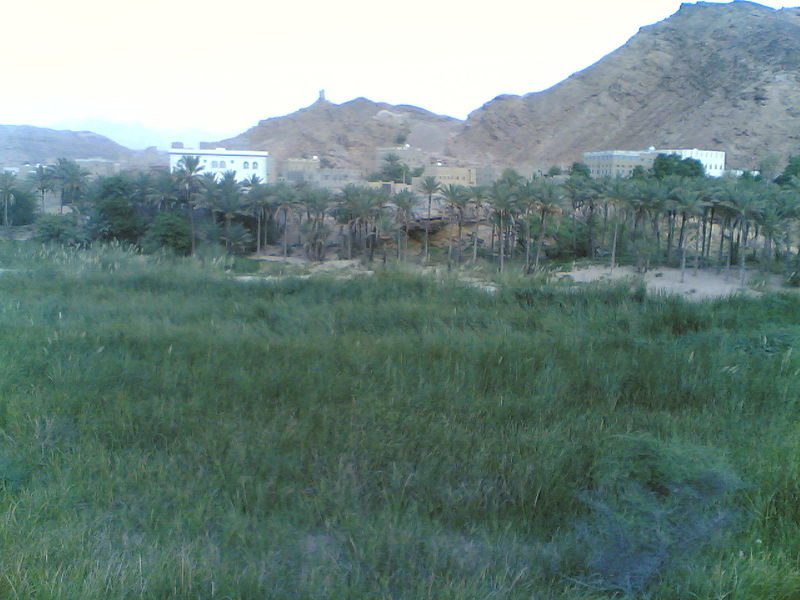
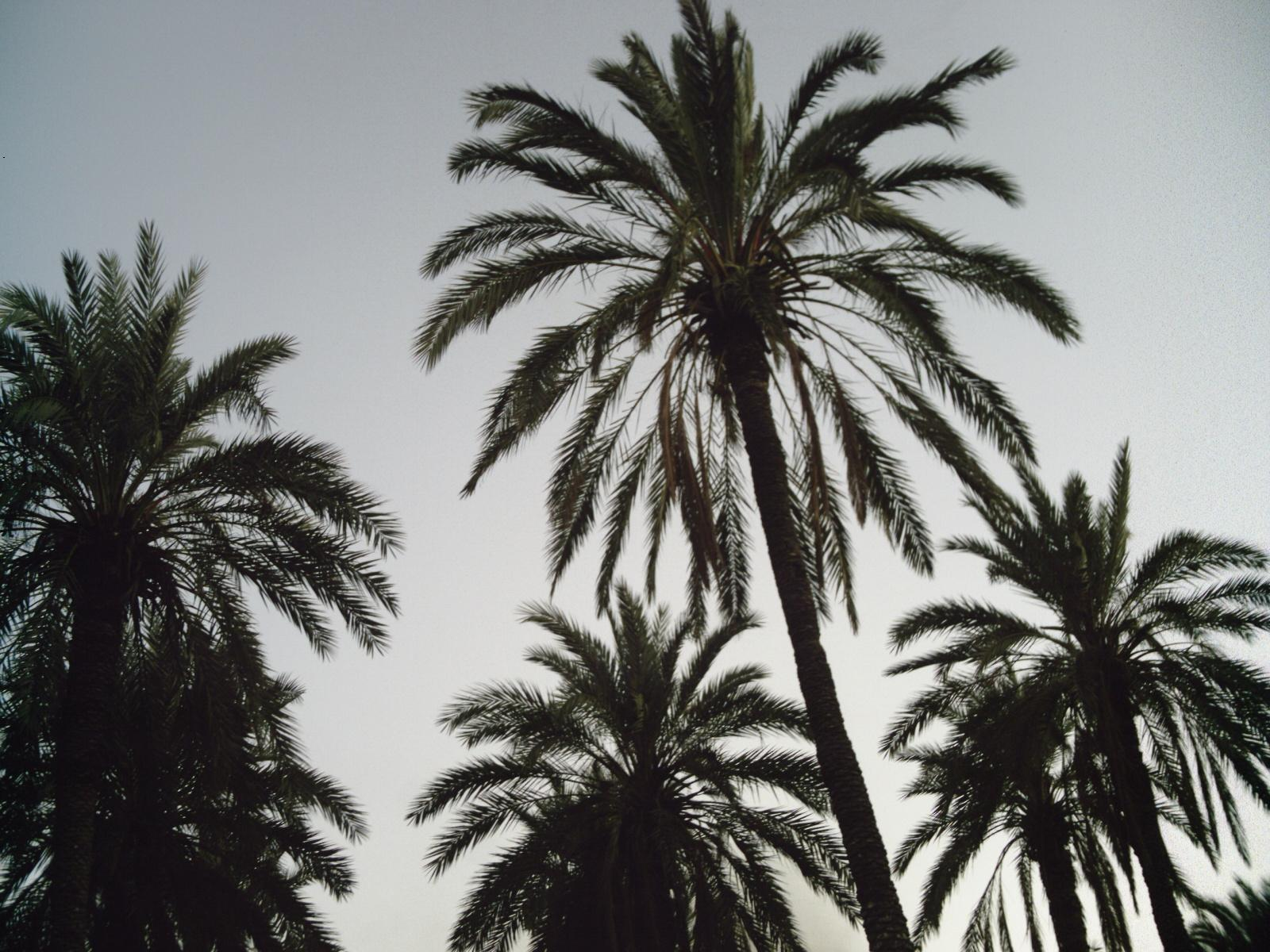
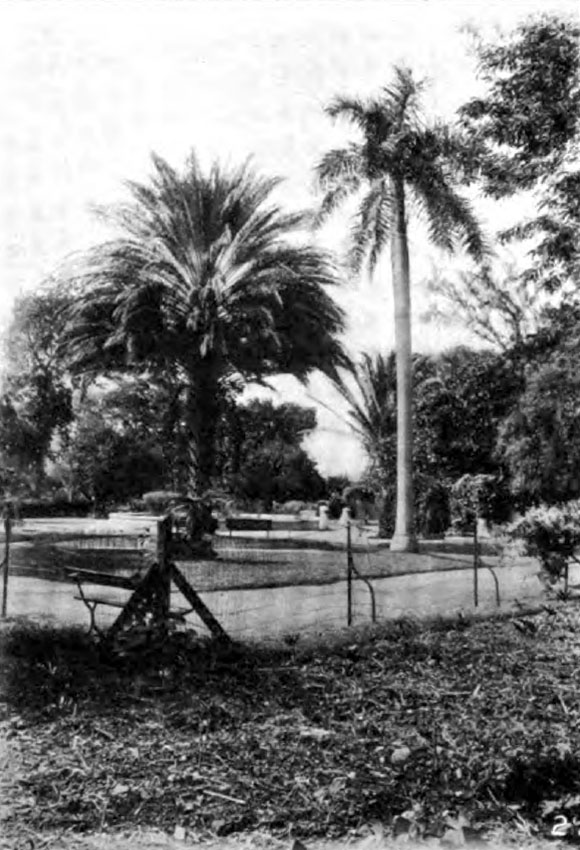